# Karlovarský symfonický orchestr
Karlovarský symfonický orchestr je jedním z nejstarších orchestrů v Evropě. Založen byl už roku 1835 skladatelem, houslistou a dirigentem Josefem Labitzkým jako sezónní lázeňské těleso. O čtyřicet let později jej Labitzkého syn August proměnil ve stálý symfonický orchestr s všestranným repertoárem. Významným počinem orchestru bylo uvedení kontinentální premiéry Novosvětské symfonie Antonína Dvořáka v Poštovním dvoře 20. července roku 1894.

## Historie
Vyjmenovat všechny významné osobnosti, které byly a jsou s Karlovarským symfonickým orchestrem spojené, je nesplnitelný úkol. Za všechny jmenujme alespoň houslistu a dirigenta Roberta Manzera, díky kterému získal orchestr vynikající vztahy s významnými osobnostmi evropské hudby, mimo jiné s Pablem Casalsem a Richardem Straussem. S orchestrem spoluúčinkovali renomovaní dirigenti Jiří Bělohlávek, Dean Dixon, Aram Chačaturjan, Zdeněk Košler, Charles Mackerras, Libor Pešek, klavíristé Emil Gilels, Ivan Moravec, Pascal Gallet, Kun Woo Paik, Izumi Tateno, houslisté David Oistrach, Gidon Kremer, Josef Suk, Ivan Ženatý, Pavel Šporcl, Gabriela Demeterová, Václav Hudeček, violoncellisté Mstislav Rostropovič, Peter Bruns a Jiří Bárta, cembalistka Zuzana Růžičková nebo pěvkyně Magdalena Hajóssyová, Eva Urbanová a Edita Randová.
Ze stálých dirigentů se na profilu tělesa výrazně podíleli Václav Neumann, pozdější šéfdirigent České Filharmonie, Vladimír Matěj, Josef Hercl a Radomil Eliška. Na jejich odkaz navázal v letech 1991 až 1998 Angličan Douglas Bostock, který s orchestrem realizoval četné nahrávky CD. V letech 2004 až 2009 zde působil jako šéfdirigent prof. Jiří Stárek.Od července 2011 do června 2015 zastával pozici šéfdirigenta orchestru Francouz Martin Lebel. Od července 2015 zastává funkci šéfdirigenta orchestru Jan Kučera.

## Současnost
V současné době orchestr nabízí milovníkům skvělé hudby především pravidelné abonentní cykly, letní promenádní koncerty, koncerty pro děti a mládež, pro rodiny, ale i pro seniory, a četné mimořádné projekty. K těm se řadí i projekty tzv. „crossover“, například spolupráce s některými interprety populární hudby (Aneta Langerová, Michal Prokop, Čechomor, Omega a další).
Tradičně se orchestr podílí na slavnostním Zahájení lázeňské sezóny v Karlových Varech a tradiční je i spolupráce s Karlovarským Jazzfestem a prestižní Pěveckou soutěží Antonína Dvořáka.
Karlovarský symfonický orchestr pořádá i dva festivaly. Od roku 1992 „Beethovenovy dny“ a od roku 1958 také jeden z nejstarších hudebních festivalů v Evropě – „Dvořákův karlovarský podzim.
Ředitelem orchestru byl od roku 2011 MgA. Šimon Kaňka, po jeho rezignaci v roce 2015 jej nahradil Petr Polívka.